# Oscar Müller (Schauspieler)
Oscar Müller (* 20. Januar 1921 in Stuttgart; † 2. August 2003 ebenda) war ein deutscher Schauspieler, Moderator und Sänger.
Nach einer Banklehre nahm er Schauspielunterricht bei Rudolf Ferchau. 1946 hatte er im Stuttgarter Wilhelma-Theater und im Marquardt seine ersten Auftritte. 1948 begann Oscar Müllers Karriere beim Süddeutschen Rundfunk, wo er mehr als 50 Jahre lang tätig war. Daneben führten ihn seine Engagements unter anderem auch in die USA nach Chicago und New York. Die Sendung Fröhlicher Feierabend (1972 bis 1992) wurde zu einem seiner Markenzeichen. In unzähligen Sketchen und Hörspielen war er mit Oscar Heiler, Walter Schultheiß, Willy Seiler, Georg Thomalla und Willy Reichert zu hören und zu sehen. In der Fernsehserie Schwäbische Geschichten spielte er in den 1960er Jahren an der Seite von Willy Reichert (Bürgermeister Gscheidle) den Wurstfabrikanten Bullinger.

## Ehrungen
- 1986: Verdienstkreuz am Bande der Bundesrepublik Deutschland

## Werke
Hörfunk:
- Fridolin
- Rundfunk-Kasperle

Lieder:
- Dätsch mr net
- Ein Viertele zum Frühstück (Text: Hannes Werry)
- I wünsch mir vom Christkind (Text: Alf List)
- Opa, was moinsch du (Text: Alf List)
- s war immer so (Text: Alf List)
- Dr Herrgott hat die Schwoba gmacht (Text: Alf List)
- und viele mehr (seit 1990 war Alf List (* 1948 in Ludwigsburg) sein ständiger Textdichter und Ghostwriter)

Filme und Fernsehsendungen (Auswahl):
- 1961–1971: Komische Geschichten mit Georg Thomalla
- 1963: Schwäbische Geschichten (als Wurstfabrikant Bullinger)
- 1972–1995: Tatort (Fernsehreihe)
  - 1972: Kennwort Fähre
  - 1974: Gefährliche Wanzen
  - 1975: Schöne Belinda
  - 1976: Augenzeuge
  - 1977: Himmelblau mit Silberstreifen
  - 1984: Verdeckte Ermittlung
  - 1995: Bienzle und der Mord im Park
- 1977: Meine Mieter sind die Besten
- 1983: Köberle kommt (als Hauptkommissar Simon)
- 1983: Der Sheriff von Linsenbach
- 1985: Beinahe Trinidad
- 1985: Der Stadtbrand
- 1988: Oh Gott, Herr Pfarrer (Fernsehserie, eine Folge)
- 1990: Pfarrerin Lenau (Fernsehserie, eine Folge)